# Psoroptes ovis
Psoroptes ovis sind auf der Haut von Säugetieren parasitisch lebende Milben aus der Gattung der Saugmilben. Die Systematik der Saugmilben ist mittlerweile stark umstritten, da sich die einzelnen Arten kaum genetisch abgrenzen lassen und es in Hinblick auf die Morphologie erhebliche Überlappungen gibt. Möglicherweise ist P. ovis die einzige Art in der Gattung Psoroptes und alle anderen sind nur Varianten dieser Milbe.
Weibchen sind etwa 540 × 470 µm, männliche Adulte 400 × 380 µm groß und oval. Das Gnathosoma ist länger als breit und spitz auslaufend. Adulte Weibchen haben gegliederte Prätarsen, Pulvilli am ersten, zweiten und vierten Beinpaar und lange Borsten am dritten. Die kleineren Männchen haben Pulvilli an den ersten drei Beinpaaren und Borsten am vierten, deutlich kürzeren Beinpaar. Bei beiden Geschlechtern überragen die Beine den Rumpf seitlich. Die Entwicklung vom etwa 250 µm großen Ei über ein ca. 300 µm großes sechsbeiniges Larvenstadium und zwei Nymphenstadien (Proto- und Tritonymphe) zur Adultform dauert etwa 10 Tage.

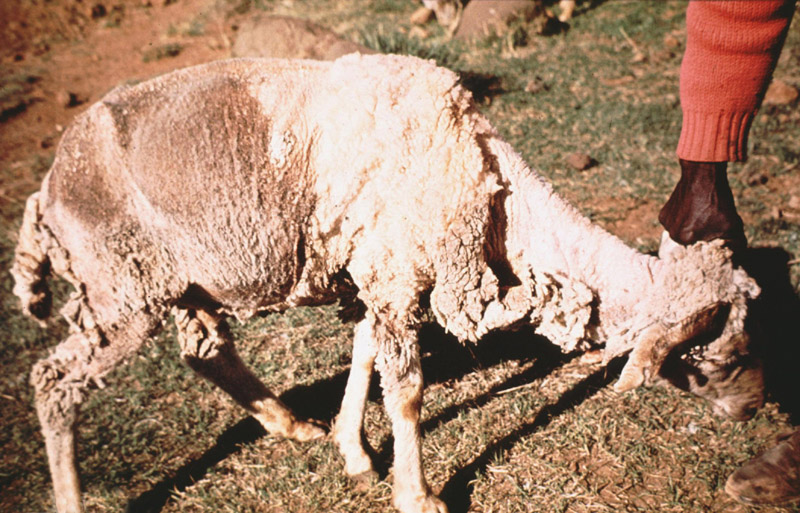
Psoroptes-Räude bei einem Schaf

Wirte von P. ovis sind Schafe, Rinder, Pferde, Schweine und Kaninchen. Die Adulten stechen mit ihren stilettartigen Cheliceren die Oberhaut bis in die obere Lederhautschicht des Wirts und ernähren sich vor allem von Lymphe und Gewebsflüssigkeit. Die Psoroptes-Räude ist hochansteckend und mit starkem Juckreiz verbunden. Neben der direkten Hautschädigung wird die Erkrankung durch eine Hypersensitivitätreaktion auf Milbenkot verschlimmert und kann erhebliche wirtschaftliche Schäden in den Viehbeständen verursachen.